# Canzoni, bulli e pupe
Canzoni, bulli e pupe è un film del 1964 diretto da Carlo Infascelli.

## Trama
Franco è un giovane che cerca di vendere la merce fornita dalle sue zie, servendosi dell'aiuto di un pazzo che crede di essere il successore di Leonardo da Vinci. Questi sperimenta le invenzioni più impensate e bizzarre che vengono adocchiate da una ragazza la quale vuole rubargliele ma, progettando il colpo, finirà con il conoscere il giovane ed innamorarsene.

## Edizioni Home video
Il film è stato irreperibile per decenni. Verso gli anni '90, apparve nelle tv private una copia malmessa e priva dell'episodio con Franco e Ciccio. Dal 7 agosto 2025, il film è disponibile in DVD in versione restaurata e completa per Mustang Entertainment. Tra gli extra: il trailer dell'edizione tedesca, il film nella versione tv analogica e un'intervista di Claudio Pofi ai due esperti di cinema Giacomo Di Nicolò e Giuseppe Galluzzo.